# Sappho (Menguin)
Sappho és una pintura a l'oli realitzada pel pintor francès Charles Mengin el 1877 a París i que actualment s'exposa a la Manchester Art Gallery.
Safo va ser un poetessa grega que va viure al voltant del 600 aC. Va escriure sobre l'amor, l'anhel i la reflexió, sovint dedicà els seus poemes als alumnes que van estudiar amb ella a l'illa de Lesbos. S'han escrit moltes històries sobre ella. Mengin va decidir pintar una que diu que es va llançar al mar a causa de l'amor no correspost per un jove.
La pintura té una càrrega sexual intensa amb la intenció d'atraure els espectadors masculins que varen visitar l'exposició del Saló de París de 1876. El seu erotisme era legitimat per l'acabat meticulós de les seves fines pinzellades i la referència erudita a la història clàssica.